# Maria Bello
Maria Elena Bello (ur. 18 kwietnia 1967 w Norristown w stanie Pensylwania) – amerykańska aktorka pochodzenia włosko-polskiego.

## Filmografia
- Maintenance (1992) jako Eddie
- Ostry dyżur (ER, 1994) jako dr Anna Del Amico
- The Commish: In the Shadow of the Gallows (1995) jako Betsy
- Pan i pani Smith (Mr. & Mrs. Smith, 1996) jako pani Smith
- Wieczna północ (Permanent Midnight, 1998) jako Kitty
- Godzina zemsty (Payback, 1999) jako Rosie
- Tylko w duecie (Duets, 2000) jako Suzi Loomis
- Wygrane marzenia (Coyote Ugly, 2000) jako Lil
- Sam the Man (2000) jako Anastasia Powell
- China: The Panda Adventure (2001) jako Ruth Harkness
- 100 Mile Rule (2002) jako Monica
- Auto Focus (2002) jako Patricia Olson, Patrica Crane, Sigrid Valdis
- Cooler (The Cooler, 2003) jako Natalie Belisario
- Sekretne okno (Secret Window, 2004) jako Amy Rainey
- Silver City (2004) jako Nora Allardyce
- Nobody’s Perfect (2004)
- Atak na posterunek (Assault on Precinct 13, 2005) jako Alex Sabian
- Życie za śmierć (The Dark, 2005) jako Adele
- Dziękujemy za palenie (Thank You for Smoking, 2005) jako Polly Bailey
- Historia przemocy (A History of Violence, 2005) jako Edie Stall
- Trzy siostry (The Sisters, 2005) jako Marcia Prior Glass
- World Trade Center (2006) jako Donna McLoughlin
- Flicka (2006) jako Nell McLaughlin
- Towelhead, inny tytuł: Nothing is Private (2007) jako Gail
- Godziny strachu (Butterfly on a Wheel, (2007) jako Abby Randall
- Rozważni i romantyczni – Klub miłośników Jane Austen (The Jane Austen Book Club, 2007) jako Jocelyn
- The Yellow Handkerchief (2008) jako May
- Mumia: Grobowiec cesarza smoka (The Mummy: Tomb of the Dragon Emperor, 2008) jako Evelyn O’Connell
- Gdzie jest Nancy? (Downloading Nancy, 2008) jako Nancy Stockwell
- Prywatne życie Pippy Lee (The Private Lives of Pippa Lee, 2009) jako Suky
- W firmie (The Company Men, 2010) jako Sally Wilcox
- Duże dzieci (Grown Ups, 2010) jako Sally Lamonsoff
- Law & Order: Special Victims Unit (2010) jako Vivian Arliss
- Piękny chłopak (Beautiful Boy, 2010) jako Kate Carroll
- Porwanie (Abduction, 2011) jako Mara Harper
- Carjacked (2011) jako Lorraine
- Prime Suspect (2011–2012) jako Jane Timoney
- Touch (2012) jako Lucy Robbins
- Agenci NCIS (2017–2018) jako dr Jacqueline „Jack” Sloane